# Marc Cecili Cornut (seguidor de Sul·la)
Marc Cecili Cornut (en llatí: Marcus Caecilius Cornutus) va ser un magistrat romà que va combatre en la Guerra Social (91-88 aC). Formava part de la gens Cecília, una família d'origen plebeu.
Va ser pretor en algun moment abans del 90 aC, i posteriorment va servir com a llegat a la guerra dels marsis l'any 90 aC, durant la Guerra Social, en la qual es va distingir com a oficial experimentat. Posteriorment, després del 88 aC, va lluitar en la guerra civil com a partidari de Sul·la contra Gai Màrius i Corneli Cinna, i es va salvar de la destrucció amb l'ajut dels seus esclaus.